# Филиппины на летних Олимпийских играх 2012
Филиппины на летних Олимпийских играх 2012 были представлены 11-ю спортсменами в восьми видах спорта.

## Результаты соревнований

### Бокс
Спортсменов — 1
Мужчины
| Соревнование | Спортсмены   | Первый раунд                | Второй раунд                 | Четвертьфинал        | Полуфинал            | Финал                |
| Соревнование | Спортсмены   | Соперник Результат          | Соперник Результат           | Соперник Результат   | Соперник Результат   | Соперник Результат   |
| ------------ | ------------ | --------------------------- | ---------------------------- | -------------------- | -------------------- | -------------------- |
| до 49 кг     | Марк Баррига | Мануэль Каппаи (ITA) В 17-7 | Биржан Жакыпов (KAZ) П 16-17 | Завершил выступление | Завершил выступление | Завершил выступление |

### Лёгкая атлетика
Спортсменов — 2
Мужчины
| Дисциплина  | Спортсмен   | Предварительный раунд | Предварительный раунд | Четвертьфиналы | Четвертьфиналы | Полуфиналы | Полуфиналы | Финал     | Финал |
| Дисциплина  | Спортсмен   | Результат             | Место                 | Результат      | Место          | Результат  | Место      | Результат | Место |
| ----------- | ----------- | --------------------- | --------------------- | -------------- | -------------- | ---------- | ---------- | --------- | ----- |
| 3 000 м с/п | Рене Эррера |                       |                       |                |                |            |            |           |       |

Женщины
| Дисциплина     | Спортсмен         | Предварительный раунд | Предварительный раунд | Четвертьфиналы | Четвертьфиналы | Полуфиналы | Полуфиналы | Финал     | Финал |
| Дисциплина     | Спортсмен         | Результат             | Место                 | Результат      | Место          | Результат  | Место      | Результат | Место |
| -------------- | ----------------- | --------------------- | --------------------- | -------------- | -------------- | ---------- | ---------- | --------- | ----- |
| Прыжки в длину | Марестелья Торрес |                       |                       |                |                |            |            |           |       |

### Стрельба из лука
Спортсменов — 2
Мужчины
| Соревнование              | Спортсмены  | Квалификация | Квалификация | 1/32 финала        | 1/16 финала        | 1/8 финала         | Четвертьфинал      | Полуфинал          | Финал              |
| Соревнование              | Спортсмены  | Результат    | Место        | Соперник Результат | Соперник Результат | Соперник Результат | Соперник Результат | Соперник Результат | Соперник Результат |
| ------------------------- | ----------- | ------------ | ------------ | ------------------ | ------------------ | ------------------ | ------------------ | ------------------ | ------------------ |
| Индивидуальное первенство | Марк Хавьер |              |              |                    |                    |                    |                    |                    |                    |

Женщины
| Соревнование              | Спортсмены     | Квалификация | Квалификация | 1/32 финала        | 1/16 финала        | 1/8 финала         | Четвертьфинал      | Полуфинал          | Финал              |
| Соревнование              | Спортсмены     | Результат    | Место        | Соперник Результат | Соперник Результат | Соперник Результат | Соперник Результат | Соперник Результат | Соперник Результат |
| ------------------------- | -------------- | ------------ | ------------ | ------------------ | ------------------ | ------------------ | ------------------ | ------------------ | ------------------ |
| Индивидуальное первенство | Рэйчел Кабраль |              |              |                    |                    |                    |                    |                    |                    |

### Тяжёлая атлетика
Спортсменов — 1
Женщины
| Категория | Спортсмен    | Вес   | Рывок | Рывок | Рывок | Толчок | Толчок | Толчок | Всего | Место |
| Категория | Спортсмен    | Вес   | 1     | 2     | 3     | 1      | 2      | 3      | Всего | Место |
| --------- | ------------ | ----- | ----- | ----- | ----- | ------ | ------ | ------ | ----- | ----- |
| до 58 кг  | Хидилин Диас | 57.70 | 92    | 97    | 97    | 118    | 118    | 118    | —     | —     |